# بلدة روئيدر
 بلدة رويدر  (بالفارسية: بخش رويدر )، إحدى البلدات التابعة لمدينة خمير في محافظة هرمزغان في جنوب إيران.
يبلغ عدد سكان هذه 11880 نسمة حسب تعداد السكان لعام 2006 للميلاد، من أهل السنة والجماعة وعلى المذهب الشافعي.

## حدود بلدة رويدر
حدود بلدة رويدر : من الشمال جبل كوه شب، ومن الشمال الشرقي بلدة فين، ومن الشمال الغربي مدينة لار، ومن المغرب گودة ومدينة بستك، ومن الجنوب تنتهي بقرية كهورستان في أقصى الجنوب.
وتتبع هذه البلدة مدن وقرى عديدة منها:
- مدينة رويدر
- دهستان رويدر
- رودبار

وأكثر من 36 قرية صغيرة وكبيرة عامرة بأهلها.

## وصلات خارجية
- التقسيمات الادارية لمحافظة هرمزغان